# Edinson Edgardo Farfán Córdova
Edinson Edgardo Farfán Córdova OSA (* 21. September 1974 in Tambo Grande, Peru) ist ein peruanischer Ordensgeistlicher und römisch-katholischer Bischof von Chiclayo.

## Leben
Edinson Edgardo Farfán Córdova trat 1998 der Ordensgemeinschaft der Augustiner bei. Er studierte von 1999 bis 2001 Philosophie im Priesterseminar des Erzbistums Trujillo. Am 11. Januar 2003 legte er die ewige Profess ab. Anschließend studierte er Theologie an der Universidad Católica Boliviana San Pablo in Cochabamba (Bolivien), die ihm 2006 das Lizentiat der Theologie in den Fächern Theologie des Geistlichen Lebens und Pädagogik verlieh. Er empfing am 26. Juli 2008 das Sakrament der Priesterweihe.
Edinson Edgardo Farfán Córdova war Vikar der Pfarrei San José Obrero in Chulucanas, Dozent und Spiritual am Priesterseminar des Bistums Chulucanas, Pfarrer der Pfarrei Nuestra Señora de Montserrat in Trujillo und Dozent an der Katholischen Universität Benedikt XVI. in Trujillo. Von 2013 bis 2017 war er Novizenmeister der peruanischen Provinz der Augustiner und von 2015 bis 2018 Pfarrer der Pfarrei Santa Rita de Casia in Trujillo.
Am 24. April 2018 ernannte ihn Papst Franziskus zum Apostolischen Administrator von Chuquibambilla. Am 7. Dezember 2019 ernannte ihn Franziskus zum Prälaten von Chuquibambilla. Der Erzbischof von Trujillo, Héctor Miguel Cabrejos Vidarte OFM, spendete ihm am 4. Januar des folgenden Jahres die Bischofsweihe. Mitkonsekratoren waren der Apostolische Nuntius in Peru, Erzbischof Nicola Girasoli, und der Bischof von Chiclayo, Robert F. Prevost OSA. Er war Teilnehmer der 16. ordentlichen Generalversammlung der Bischofssynode im Rahmen der Weltsynode.
Papst Franziskus bestellte ihn am 14. Februar 2024 zum Bischof von Chiclayo. Die Amtseinführung fand am 16. März desselben Jahres statt.